# Гвоздичноцветные
Гвоздичноцве́тные, или Гвоздикоцве́тные (лат. Caryophyllales), — порядок цветковых растений, насчитывающий по современной классификации APG IV на декабрь 2023 года 41 семейство, 1 046 родов и 12 358 ботанических видов. Порядок включается в дочернюю кладу Суперастериды, последовательно входящую в более крупные клады Эвдикоты и Цветковые растения. В старых классификациях также фигурирует под названием Центросеменны́е (лат. Centrospermae).
Значительная часть представителей этого порядка приспособлена к произрастанию в условиях засушливого климата; среди жизненных форм преобладают травы и кустарнички.

## Представители гвоздичноцветных
К гвоздичноцветным относятся такие пищевые растения, как гречиха, ревень, свёкла, шпинат, щавель.
Среди представителей порядка — декоративные садовые растения (многие виды амаранта, гвоздики, целозии), а также комнатные растения: представители кактусовых (астрофитумы, гимнокалициумы, маммиллярии и множество других) и аизовых (литопсы, титанопсисы, фаукарии).
Хорошо известны и сорные растения из этого порядка: лебеда, марь.

## Классификация
Порядок Caryophyllales в системе классификации Тахтаджяна (1997) есть, но понимается в более узком смысле. По своему видовому составу порядок Caryophyllales в системе APG II примерно соответствует подклассу Caryophyllidae в системе классификации Тахтаджяна.
В системе классификации Кронквиста (1981) порядок состоит из следующих семейств:
- Аизовые, или Аизооновые (Aizoaceae)
- Амарантовые, или Щирицевые (Amaranthaceae)
- Ахатокарповые (Achatocarpaceae)
- Базелловые (Basellaceae)
- Гвоздичные (Caryophyllaceae)
- Дидиереевые (Didiereaceae)
- Кактусовые (Cactaceae)
- Лаконосовые (Phytolaccaceae)
- Маревые, или Лебедовые (Chenopodiaceae)
- Мутовчатковые (Molluginaceae)
- Никтагиновые (Nyctaginaceae)
- Портулаковые (Portulacaceae)

В современной системе APG IV (2016) в порядок включено 41 семейство:
- Achatocarpaceae Heimerl — Ахатокарповые
- Agdestidaceae R.Br. — Лаконосовые
- Aizoaceae Martinov — Аизовые, или Аизооновые
- Amaranthaceae Juss. — Амарантовые, или Щирицевые
- Anacampserotaceae Eggli & Nyffeler
- Ancistrocladaceae Planch. ex Walp.
- Asteropeiaceae Takht. ex Reveal & Hoogland
- Barbeuiaceae Nakai — Барбюйевые
- Basellaceae Raf. — Базелловые
- Cactaceae Juss. — Кактусовые
- Caryophyllaceae Juss. — Гвоздичные
- Chenopodiaceae Burnett — Маревые
- Corbichoniaceae Thulin
- Didiereaceae Radlk. — Дидиереевые
- Dioncophyllaceae Airy Shaw — Дионкофилловые
- Droseraceae Salisb. — Росянковые
- Drosophyllaceae Chrtek, Slavíková & Studnička
- Frankeniaceae Desv. — Франкениевые
- Gisekiaceae Nakai
- Halophytaceae S.Soriano — Галофитовые
- Kewaceae Christenh.
- Limeaceae Shipunov ex Reveal
- Lophiocarpaceae Doweld & Reveal
- Macarthuriaceae Christenh.
- Microteaceae Schäferh. & Borsch — Микротеевые
- Molluginaceae Bartl. — Моллюгиновые
- Montiaceae Raf. — Монциевые
- Nepenthaceae Dumort — Непентовые
- Nyctaginaceae Juss. — Никтагиновые
- Petiveriaceae C.Agardh — Петивериевые
- Physenaceae Takht. — Физеновые
- Phytolaccaceae R.Br. — Лаконосовые
- Plumbaginaceae Juss. — Свинчатковые, или Плюмбаговые
- Polygonaceae Juss. — Гречишные, или Спорышевые
- Portulacaceae Juss. — Портулаковые
- Rhabdodendraceae Prance
- Sarcobataceae Behnke — Саркобатовые
- Simmondsiaceae Tiegh. — Симмондсиевые
- Stegnospermataceae Nakai
- Talinaceae Doweld — Талиновые
- Tamaricaceae Link — Тамарисковые, или Гребенщиковые

### Таксономическое положение[1]
- Caryophyllales Juss. ex Bercht. & J. Presl, 1820, Prir. Rostlin 239

Порядок Гвоздичноцветные включается в дочернюю кладу Суперастериды, последовательно входящую в более крупные клады Эвдикоты -> Цветковые растения. Кладограмма в соответствии с Системой APG IV  по состоянию на декабрь 2023 года:
|  |                          |  |                                   | порядок Гвоздичноцветные |  | 41 семейство |  | 1 046 родов |  | 12 358 видов |
|  |                          |  |                                   | порядок Гвоздичноцветные |  | 41 семейство |  | 1 046 родов |  | 12 358 видов |
|  | клада Цветковые растения |  |                                   |                          |  |              |  |             |  |              |
|  |                          |  |                                   |                          |  |              |  |             |  |              |
|  |                          |  | ещё 63 порядка цветковых растений |                          |  |              |  |             |  |              |
|  |                          |  |                                   |                          |  |              |  |             |  |              |